# Telegiornale satirico
Il telegiornale satirico è una variazione del telegiornale in cui si parla delle notizie in modo umoristico e ironico, spesso svelando segreti di programmi televisivi e alcuni fuori onda, parlandone in modo divertente. A volte viene anche presa in giro in modo leggero la politica.

## In Italia
Il primo telegiornale satirico ad essere trasmesso in Italia fu realizzato da Massimo Boldi, nel 1982, sul canale televisivo Antenna 3 Lombardia all'interno del programma comico intitolato Non lo sapessi ma lo so per la regia di Beppe Recchia. Nel 1987 fa la sua apparizione Salvatore Marino all'interno del programma D.O.C. : Musica e altro a denominazione d'origine controllata con una parodia del telegiornale basata su testi evocativi nell'esposizione ma senza significato reale (cfr. metasemantica e supercazzola). Nel 1988 su Italia 1 arrivò poi Striscia la notizia, sempre per la regia di Beppe Recchia, che dal 1989 va in onda su Canale 5. Nel 1992 è la volta di Telegiornale zero trasmesso su Rai 3, dal 2005 al 2006 dal Tg Duel su Rai 2, da Rai dire Niùs trasmesso sempre su Rai 2 e infine da Quelli che... dopo il TG sempre in onda su Rai 2 nel 2018.

## Nel mondo

### Albania
Una versione albanese di Striscia la notizia, Fiks fare, è in onda su Top Channel dal 19 dicembre 2002.

### Bulgaria
Come Fiks fare, una versione bulgara di Striscia la notizia, Gospodari na efira, è in onda dal 2003 sull'emittente privata Nova Televiziya. Dal 2009 esso è in onda su bTV.